# Sévérac-d'Aveyron
Sévérac-d'Aveyron é uma comuna francesa na região administrativa da Occitânia, no departamento de Aveyron. Estende-se por uma área de 208,72 km². Em 2010 a comuna tinha 4 203 habitantes (densidade: 20,1 hab./km²).
A municipalidade foi estabelecida em 1 de janeiro de 2016 e consiste na fusão das antigas comunas de Sévérac-le-Château, Buzeins, Lapanouse, Lavernhe e Recoules-Prévinquières.